# کمدین‌ها (فیلم ۱۹۵۴)
کمدین‌ها (اسپانیایی: Cómicos‎) یک فیلم به کارگردانی خوان آنتونیو باردم است که در سال ۱۹۵۴ منتشر شد. از بازیگران آن می‌توان به فرناندو ری اشاره کرد.